# Nathan Appleton
Pour les articles homonymes, voir Appleton.
Nathan Appleton (1er octobre 1779 – 4 juillet 1861) était un politicien et marchand américain.

## Biographie
Appleton est né à New Ipswich, il est le fils d'Isaac Appleton et de sa femme Mary Adams. Il a été élevé à la New Ipswich Academy, entra au Dartmouth College en 1794, mais il partit la même année pour commencer une vie marchande à Boston où travaillait déjà son frère, Samuel Appleton (1766-1853), un homme d'affaires en réussite avec lequel il était collabore entre 1800 et 1809.
En 1813 il coopéra avec Francis C. Lowell et d'autres « Associés de Boston », pour présenter le métier à tisser hydraulique et la fabrication de coton à grande échelle aux États-Unis, une usine étant établie à Waltham en 1814, et une autre 1822 à Lowell, où il fut l'un des trois fondateurs (en 1821). Son moulin à Waltham fit marcher le premier métier à tisser électrique des États-Unis.
Il est l'un des premiers actionnaires de la Boston Manufacturing Company et décède avec une fortune de 8 000 000 dollars, et des participations dans pas moins de 36 sociétés textiles différentes.
Il est membre de la cour générale du Massachusetts en 1816, 1821, 1822, 1824 et 1827, et de 1831-1833 et en 1842 de la Chambre des représentants. Il est aussi membre de l'Academy of Science and Arts, de la Massachusetts Historical Society et de l'American Antiquarian Society. Il publia des discours et des essais sur les devises, les opérations bancaires, et les droits de douane, et donc de ses Remarks on Currency and Banking (édition étendue, 1858) est le plus célèbre tout comme ses mémoires sur l'introduction du métier à tisser et à Lowell.

## Famille
Il se maria deux fois et eut 8 enfants. Son premier mariage avec Maria Theresa Gold, le 13 avril 1806. Ensemble ils eurent :
- Thomas Gold Appleton (1812-1884)
- Mary « Molly » Appleton (1813-?), mariée à Robert James Mackintosh.
- Charles Sedgwick Appleton (1815-1835)
- Frances Elizabeth Appleton (1817-1861), marié au poète Henry Wadsworth Longfellow
- George William Appleton (1826-1827), mort durant son enfance.

Sa première femme est morte de la tuberculose en 1833 et il se remaria le 8 janvier 1839 à Harriot Sumner. Ensemble ils eurent :
- William Sumner Appleton (1840-?), sa mort aurait eu lieu après 1910.
- Harriet Appleton (1841 - ?), mariée à Greely Stevenson Curtis
- Nathan Appleton (1843-?). Nathan est mort à Boston.

Il était le cousin de William Appleton.

## Sources
- (en) Cet article est partiellement ou en totalité issu de l’article de Wikipédia en anglais intitulé « Nathan Appleton » (voir la liste des auteurs).